# Rosalia (fête romaine)
Pour les articles homonymes, voir Rosalia.

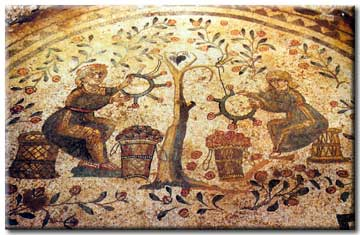
Anciennes mosaïques romaines, Piazza Armerina, Rosalia (Empire romain, Villa Romana del Casale, cubicule des musiciens et des acteurs).

Les Rosalia ou Rosaria étaient des fêtes célébrées dans la Rome antique au mois de mai, à finalité funéraire. L'usage de roses pour les cérémonies sur les tombes donne son nom à cette fête.